# Grand Prix de Fourmies 1999
Il Grand Prix de Fourmies 1999, sessantasettesima edizione della corsa e valida come evento del circuito UCI, si svolse il 12 settembre 1999, per un percorso totale di 211 km. Fu vinto dal russo Dmitrij Konyšev che giunse al traguardo con il tempo di 4h52'16" alla media di 43,317 km/h.
Partenza con 185 ciclisti, dei quali 59 portarono a termine il percorso.

## Ordine d'arrivo (Top 10)
| Pos. | Corridore           | Squadra         | Tempo    |
| ---- | ------------------- | --------------- | -------- |
| 1    | Dmitrij Konyšev     | Mercatone Uno   | 4h52'16" |
| 2    | Maximilian Sciandri | Franç. des Jeux | s.t.     |
| 3    | Dave Bruylandts     | Palmans         | s.t.     |
| 4    | Geert Verheyen      | Lotto           | s.t.     |
| 5    | Marco Fincato       | Mercatone Uno   | a 4"     |
| 6    | Andrea Ferrigato    | Ballan          | a 13"    |
| 7    | Michael Blaudzun    | Home            | s.t.     |
| 8    | Nicki Sørensen      | Chicky World    | a 17"    |
| 9    | Johan Museeuw       | Mapei           | a 43"    |
| 10   | Fabio Baldato       | Ballan          | s.t.     |